# Rio Real
Rio Real là một đô thị thuộc bang Bahia, Brasil. Đô thị này có diện tích 676 km², dân số năm 2007 là 36691 người, mật độ 54,3 người/km².